# Pinal Alto
Pinal Alto är en ort i Mexiko.   Den ligger i kommunen Galeana och delstaten Nuevo León, i den centrala delen av landet, 700 km norr om huvudstaden Mexico City. Pinal Alto ligger 2 288 meter över havet och antalet invånare är 178.
Terrängen runt Pinal Alto är kuperad. Runt Pinal Alto är det mycket glesbefolkat, med 5 invånare per kvadratkilometer. Närmaste större samhälle är Artesillas, 19,5 km väster om Pinal Alto. Omgivningarna runt Pinal Alto är i huvudsak ett öppet busklandskap.